# McG
Joseph McGinty Nichol, művésznevén McG (Kalamazoo, Michigan; 1968. augusztus 9. –) amerikai filmrendező, filmproducer, forgatókönyvíró és egykori lemezproducer.
Pályafutását a zeneiparban kezdte, videóklipek rendezésével és zenei albumokkal kapcsolatos produceri tevékenységgel. Első mozifilmje a 2000-es Charlie angyalai volt, ezt követően elkészítette a Charlie angyalai: Teljes gázzal (2003), a Terminátor: Megváltás (2009), A bébiszitter (2017) és A bébiszitter – A kárhozottak királynője (2020) című filmeket.
A filmrendezésen túl a Fastlane – Halálos iramban (2002–2003) című bűnügyi sorozat egyik megalkotója, emellett vezető producerként vett részt olyan televíziós műsorokban, mint A narancsvidék, a Chuck vagy az Odaát.
Tulajdonosa a 2001-ben megalapított Wonderland Sound and Vision filmgyártó cégnek.

## Fiatalkora és zenei munkássága
Joseph McGinty Nichol néven született a michigani Kalamazoo-ban. Mivel nagybátyját és nagyapját is Joe-nak becézték, édesanyjától kapta az McG becenevet, elkerülve a névazonossággal járó esetleges félreértéseket.
A kaliforniai Newport Beachen nőtt fel, középfokú tanulmányainak a Corona del Mar High School adott otthont. Barátjával, Mark McGrath zenésszel együttest akart alapítani, de frontemberként nem bizonyult tehetségesnek. Ekkor fordult az eredetileg őt érdeklő pszichológia helyett a lemezkiadás felé. McG volt a producere McGrath Sugar Ray nevű bandájának első, 1995-ben megjelent albumának (Lemonade and Brownies) és néhány későbbi zeneszámban is közreműködött szövegíróként, de az együttes nemsokára új producert keresett. McG ezután rendezőként kezdett videóklipeket készíteni olyan együttesek számára, mint a Smash Mouth és a The Offspring.

## Filmográfia

### Film
| Év   | Magyar cím                               | Eredeti cím                     | Feladatkör | Feladatkör | Megjegyzések    |
| Év   | Magyar cím                               | Eredeti cím                     | Rendező    | Producer   | Megjegyzések    |
| ---- | ---------------------------------------- | ------------------------------- | ---------- | ---------- | --------------- |
| 2000 | Charlie angyalai                         | Charlie's Angels                | Igen       | Nem        |                 |
| 2003 | Charlie angyalai: Teljes gázzal          | Charlie's Angels: Full Throttle | Igen       | Nem        |                 |
| 2006 | Stay Alive – Ezt éld túl!                | Stay Alive                      | Nem        | Igen       |                 |
| 2006 | Több, mint sport                         | We Are Marshall                 | Igen       | Igen       |                 |
| 2009 | Terminátor: Megváltás                    | Terminator Salvation            | Igen       | Nem        |                 |
| 2010 |                                          | Fantasyland                     | Nem        | Igen       | dokumentumfilm  |
| 2012 | Kémes hármas                             | This Means War                  | Igen       | Nem        |                 |
| 2012 | Elárulva                                 | Stolen                          | Nem        | Vezető     |                 |
| 2014 | 3 nap a halálig                          | 3 Days to Kill                  | Igen       | Nem        |                 |
| 2014 | A szerelem útján                         | Before We Go                    | Nem        | Igen       |                 |
| 2014 | A szerelem markában                      | Playing It Cool                 | Nem        | Igen       |                 |
| 2015 |                                          | The DUFF                        | Nem        | Igen       |                 |
| 2017 | A bébiszitter                            | The Babysitter                  | Igen       | Igen       |                 |
| 2018 |                                          | When We First Met               | Nem        | Igen       |                 |
| 2018 | Túl szexi lány                           | I Feel Pretty                   | Nem        | Igen       |                 |
| 2019 | A világ pereme                           | Rim of the World                | Igen       | Igen       |                 |
| 2019 | A magas lány                             | Tall Girl                       | Nem        | Igen       |                 |
| 2020 | A bébiszitter – A kárhozottak királynője | The Babysitter: Killer Queen    | Igen       | Igen       | forgatókönyvíró |
| 2020 | Alkalmi randevú                          | Holidate                        | Nem        | Igen       |                 |
| 2021 | A szerelem illata                        | Love Hard                       | Nem        | Igen       |                 |
| 2022 | A magas lány 2.                          | Tall Girl 2                     | Nem        | Igen       |                 |
| 2023 | Családi cserebere                        | Family Switch                   | Igen       | Igen       |                 |
| 2024 | Csúfok                                   | Uglies                          | Igen       | Igen       |                 |

### Televízió
| Év        | Magyar cím                                  | Eredeti cím                                | Feladatkör | Feladatkör      | Megjegyzések                                       |
| Év        | Magyar cím                                  | Eredeti cím                                | Rendező    | Vezető producer | Megjegyzések                                       |
| --------- | ------------------------------------------- | ------------------------------------------ | ---------- | --------------- | -------------------------------------------------- |
| 2002      | Fastlane – Halálos iramban                  | Fastlane                                   | 1 epizód   | Igen            | - sorozat megalkotója - forgatókönyvíró (1 epizód) |
| 2003–2007 | A narancsvidék                              | The O.C.                                   | Nem        | Igen            |                                                    |
| 2004      |                                             | The Mountain                               | Nem        | Igen            |                                                    |
| 2005–2020 | Odaát                                       | Supernatural                               | Nem        | Igen            | vezető tanácsadó (122 epizód)                      |
| 2007–2008 |                                             | Pussycat Dolls Present                     | Nem        | Igen            | producer (1-2. évad)                               |
| 2007–2012 | Chuck                                       | Chuck                                      | 1 epizód   | Igen            |                                                    |
| 2008      |                                             | Sorority Forever                           | Nem        | Igen            |                                                    |
| 2009      | Terminátor: Megváltás – A Machinima-sorozat | Terminator Salvation: The Machinima Series | Nem        | Igen            |                                                    |
| 2010      |                                             | Exposed                                    | Nem        | Igen            |                                                    |
| 2010      |                                             | Ghostfacers                                | Nem        | Igen            |                                                    |
| 2010–2011 | Tökéletes célpont                           | Human Target                               | Nem        | Igen            |                                                    |
| 2010–2013 | Nikita                                      | Nikita                                     | Nem        | Igen            |                                                    |
| 2011–2013 |                                             | Aim High                                   | Nem        | Igen            |                                                    |
| 2013      |                                             | Westside                                   | Igen       | Igen            | próbaepizód                                        |
| 2014      | Laura rejtélyei                             | The Mysteries of Laura                     | 2 epizód   | Igen            |                                                    |
| 2015      |                                             | Kevin from Work                            | 2 epizód   | Igen            |                                                    |
| 2016–2019 | Árnyvadászok: A végzet ereklyéi             | Shadowhunters                              | 1 epizód   | Igen            |                                                    |
| 2016–2018 | Halálos fegyver                             | Lethal Weapon                              | 2 epizód   | Igen            |                                                    |

## Fordítás
- Ez a szócikk részben vagy egészben  a   McG című angol Wikipédia-szócikk fordításán alapul.  Az eredeti cikk szerkesztőit annak laptörténete sorolja fel. Ez a jelzés csupán a megfogalmazás eredetét és a szerzői jogokat jelzi, nem szolgál a cikkben szereplő információk forrásmegjelöléseként.